# Georg Fink (Archivar)
Georg Fink (* 30. März 1884 in Gambach (Münzenberg); † 20. Januar 1966 in Lübeck) war ein deutscher Archivar.

## Leben
Georg Fink war der Sohn des evangelischen Pfarrers in Gambach Karl Fink (1851–1917) und seiner Frau Else, geb. Engelbach. Er besuchte das Neue Gymnasium in Darmstadt und das Gymnasium in Bensheim. In Bensheim machte er 1903 das Abitur. Anschließend studierte er zunächst Evangelische Theologie an den Universitäten Halle und Bonn. Ab dem Wintersemester 1904/05 wechselte er seine Studienrichtung zu Geschichte, Germanistik und Rechtswissenschaften. 1907 wurde er in Bonn mit einer von Aloys Schulte betreuten Dissertation über Standesverhältnisse in Frauenklöstern und Stiftern der Diözese Münster und Stift Herford zum Dr. phil. promoviert. Ab 1. September 1907 leistete er seinen einjährigen Militärdienst ab. Am 15. November 1909 trat er als Volontär am Bezirksarchiv in Metz (damals Reichsland Elsass-Lothringen) in den Archivdienst ein. Zum 1. Oktober 1910 wurde er als wissenschaftlicher Hilfsarbeiter übernommen. Zum Jahresbeginn 1912 wechselte er an das fürstlich Löwenstein-Wertheim-Freudenbergische Archiv in Wertheim; seit dem 1. April 1913 war er am Hessischen Staatsarchiv in Darmstadt tätig. Im Ersten Weltkrieg eingezogen, wurde er Leutnant, war in Frankreich und Kurland und erhielt die Hessische Tapferkeitsmedaille und das Eiserne Kreuz Zweiter und Erster Klasse. Im August 1919 kam er als Nachfolger von Fritz Rörig auf die zweite Wissenschaftlerstelle an das Archiv der Hansestadt Lübeck, wo er bis 1946 tätig war, seit 1933 als Leiter, zunächst noch im Rang eines Archivrats, und ab 1938 als Archivdirektor. In seine Amtszeit fallen die Übernahme des zwangsverkauften Logenhauses 1936 für das Archiv und der Umzug dorthin, die Veränderung im Status des Archivs durch den Verlust der Eigenständigkeit Lübecks im Groß-Hamburg-Gesetz 1937 und die Aussonderung und Auslagerung wichtiger Archivbestände im Zweiten Weltkrieg in das Salzbergwerk Gröna bei Bernburg (Saale). Im Zuge der Entlassung des Direktors der Stadtbibliothek Willy Pieth und seines Stellvertreters Heinrich Schneider durch den nationalsozialistische Senat wurde er im April 1933 auch kommissarischer Leiter der Stadtbibliothek.
Fink hatte zunächst der Deutschen Volkspartei angehört. Bei der Bürgerschaftswahl 1923 trat er für eine lokale deutsch-völkische Gruppierung an und wurde bis 1926 Mitglied der Bürgerschaft in Lübeck. Die Gruppierung schloss sich der Deutschvölkischen Freiheitspartei an, woraufhin sich Fink nach eigenen Angaben zurückzog. Zum 1. Mai 1933 trat er der NSDAP bei (Mitgliedsnummer 2.807.728).
Wegen seines Eintretens für den Nationalsozialismus wurde er am 27. Februar 1946 von der britischen Militärregierung entlassen. Sein Nachfolger wurde Ahasver von Brandt. Nach mehreren Berufungsverfahren erreichte Fink, der sich zwischenzeitlich als freischaffender Graphiker und Heraldiker betätigte, 1949 seine Herabstufung aus Gruppe III in Gruppe V und die Gewährung seiner vollen Pension als Archivdirektor.
Fink war langjähriges Mitglied des Vereins für Lübeckische Geschichte und Altertumskunde und ab April 1933 als Nachfolger von Johannes Kretzschmar dessen Vorsitzender.
Ein Teilnachlass Finks mit Manuskripten und Materialsammlungen befindet sich im Lübecker Archiv.

## Schriften
- Standesverhältnisse in Frauenklöstern und Stiftern der Diözese Münster und Stift Herford. Münster: Regensberg 1907, zugl. Bonn, Phil. Fak., Ref. Schulte, Diss. v. 18. Dez. 1907; auch als: Zeitschrift für vaterländische Geschichte und Altertumskunde, Jg. 65, Abt. 1 (Münster)
- (Mitarb.) Verzeichnis hessischer Weistümer. Unter Mitwirkung von Georg Fink bearbeitet von Wilhelm Müller.  Darmstadt: Historischer Verein für das Großherzogtum Hessen 1916
- Geschichte des Hessischen Staatsarchivs zu Darmstadt. Darmstadt, Staatsarchiv: Historischer Verein für Hessen 1925
- mit  Anton Hagedorn, Karl Reineke: Hanseatische Familiengeschichtsforschung (Hamburg, Lübeck, Bremen). Leipzig: Zentralstelle für deutsche Personen- und Familiengeschichte 1930
- Die Wette und die Entwicklung der Polizei in Lübeck. [Verein f. Lübeckische Geschichte u. Altertumskunde], 1934
- Die Wandlung der Lübecker Schiffer-Gesellschaft mit dem Kauf ihres Hauses im Jahre 1535. Lübeck: Schiffer-Gesellschaft 1935.
- Die räumliche Lage Lübecks. In: Die Heimat. Monatsschrift des Vereins zur Pflege der Natur- und Landeskunde in Nordelbingen. Bd. 45 (1935), Heft 6, Juni 1935, S. 178–181 (Digitalisat).
- Lübeck: Der Lebensweg einer Hansestadt. Buchschmuck: Karl Gieth, Lübeck: Nöhring 1936
- Die Hanse. Leipzig: Bibliographisches Institut 1939 (Meyers bunte Bändchen 43)
- (posthum) Lübeck und sein Militär. Von den Anfängen bis 1939. Bearbeitet von Otto Wiehmann und Antjekathrin Graßmann. Schmidt-Römhild, Lübeck 2000, ISBN 3-7950-3115-X (Kleine Hefte zur Stadtgeschichte 16)